# ACE Team
ACE Team es una compañía independiente de videojuegos establecida en Santiago, Chile. Su nombre proviene de las iniciales de los 3 miembros fundadores: Andres Bordeu, Carlos Bordeu y Edmundo Bordeu. Ha licenciado con el motor Source con el que realizó su juego debut Zeno Clash.

## Historia

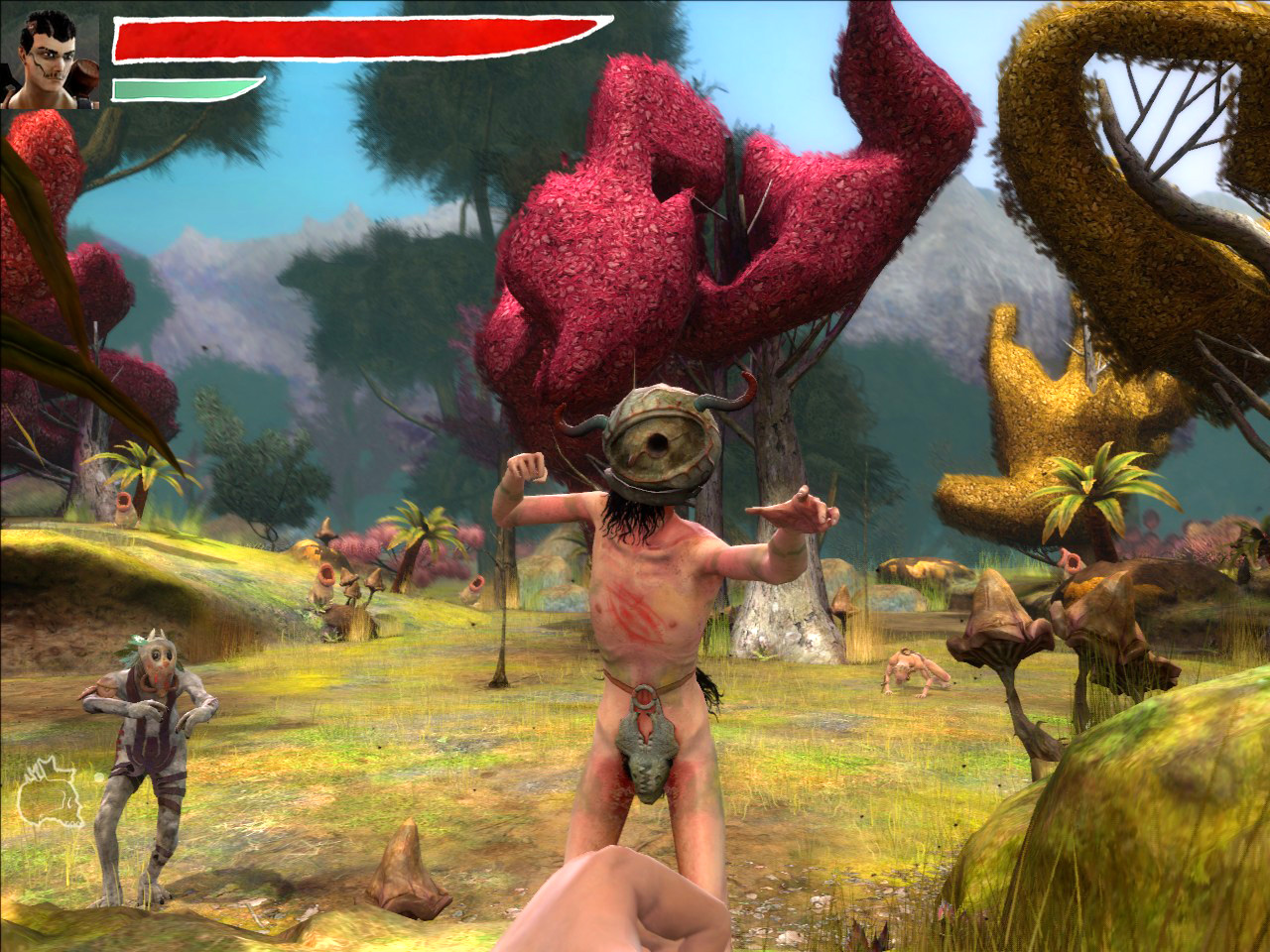
Zeno Clash

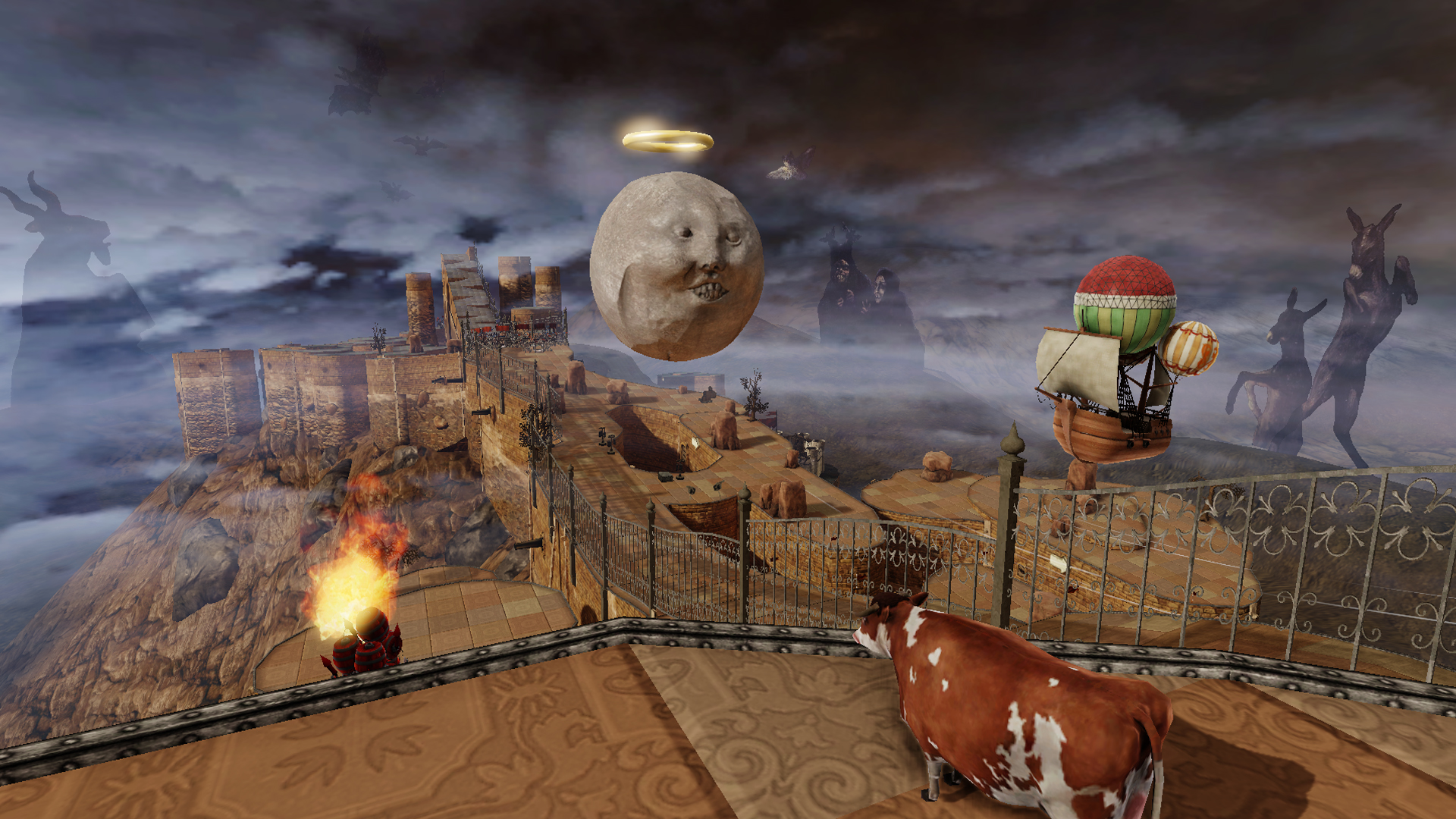
Rock of Ages

En Santiago de Chile, un trío de hermanos fanáticos de los videojuegos y con dotes en informática, decidieron crear un grupo de desarrollo de Mods (modificación de videojuegos). Sus primeros proyectos fueron Mods de juegos con facilidad de edición, por ejemplo su primer proyecto de 1999, BATMAN Doom, un Mod del juego Doom 2 centrado en el universo de Batman. En el mismo año realizaron ZanZan, mod de Doom 2, y por último The Dark Conjuction de Quake 3 en el 2002. En el mismo año la empresa fue legalizada. Por lo que quedaba del 2002 y en el 2003 el ACE Team trabajó en una nunca lanzada Demo de un juego llamado Zenozoik, el cual sería el predecesor y punto de partida del proyecto con más relevancia del grupo hasta ese momento, Zeno Clash. A mediados del 2007, los hermanos junto a David Caloguerea independizaron y reinstalaron la compañía. Estos cuatro miembros fueron los fundadores desde que empezó a funcionar independientemente.
El 21 de abril de 2009, la compañía lanzó su proyecto debut y más importante hasta la fecha, Zeno Clash. PC Gamer lo colocó como el Juego Independiente del Año del 2009 y en el puesto #65 de su Lista de los 100 Mejores Juegos de PC de todos los tiempos.[cita requerida] También ganó el puesto del Mejor Juego de PC del Mes de abril de 2009 por la IGN.[cita requerida] El 19 de mayo anunció una secuela llamada Zeno Clash 2. Desde la fecha de lanzamiento de Zeno Clash hasta mediados del 2011, ACE Team trabajó en su último proyecto llamado Rock Of Ages, el cual salió a la venta el 31 de agosto de 2011 para PC, Xbox Live Arcade y PlayStation Network.
El año 2014 lanzan su cuarto juego Abyss Odyssey, un juego de plataformas Acción-Aventura para Xbox 360, PlayStation 3 PlayStation 4 y Microsoft Windows. Durante julio del 2015 anunciaron su nueva producción llamada The Deadly Tower of Monsters, un juego de acción que está inspirado en el cine clásico de ciencia ficción.
EL 28 de Agosto de 2017, la compañía lanza la secuela de Rock Of Ages, titulado Rock of Ages 2: Bigger & Boulder para Microsoft Windows, PlayStation 4 y Xbox One, Recibiendo su propia version la Nintendo Switch en Mayo de 2019.
El 10 de Julio de 2019, lanzan Solseraph, el cual busca combinar acción y estrategia para una rica experiencia de juego que recuerda a la era de los 16 bits. considerado el sucesor espiritual de ActRaiser.

## Proyectos

### Mods
- Batman Doom (1999)
- ZanZan (2000)
- The Dark Conjunction (2002)

### Videojuegos
| Año  | Título                           | Plataforma(s) | Plataforma(s) | Plataforma(s) | Plataforma(s) | Plataforma(s) | Plataforma(s) | Plataforma(s) | Plataforma(s) | Editor(es)                                                     |
| Año  | Título                           | Win           | NS            | PS3           | PS4           | PS5           | X360          | XONE          | XSX/S         | Editor(es)                                                     |
| ---- | -------------------------------- | ------------- | ------------- | ------------- | ------------- | ------------- | ------------- | ------------- | ------------- | -------------------------------------------------------------- |
| 2009 | Zeno Clash                       | Sí            | No            | No            | No            | No            | Sí            | No            | No            | ACE Team, Tripwire Interactive, Iceberg Interactive, Atlus USA |
| 2011 | Rock of Ages                     | Sí            | No            | Sí            | No            | No            | Sí            | No            | No            | Atlus USA                                                      |
| 2013 | Zeno Clash 2                     | Sí            | No            | Sí            | No            | No            | Sí            | No            | No            | Atlus USA                                                      |
| 2014 | Abyss Odyssey                    | Sí            | No            | Sí            | Sí            | No            | Sí            | No            | No            | Atlus USA                                                      |
| 2016 | The Deadly Tower of Monsters     | Sí            | No            | No            | Sí            | No            | No            | No            | No            | Atlus USA                                                      |
| 2017 | Rock of Ages 2: Bigger & Boulder | Sí            | Sí            | No            | Sí            | No            | No            | Sí            | No            | Atlus USA, Sega                                                |
| 2019 | SolSeraph                        | Sí            | Sí            | No            | Sí            | No            | No            | Sí            | No            | Sega                                                           |
| 2020 | Rock of Ages 3: Make & Break     | Sí            | Sí            | No            | Sí            | No            | No            | Sí            | No            | Modus Games                                                    |
| 2021 | The Eternal Cylinder             | Sí            | No            | No            | Sí            | Sí            | No            | Sí            | Sí            | Good Shepherd Entertainment                                    |
| 2023 | Clash: Artifacts of Chaos        | Sí            | No            | No            | Sí            | Sí            | No            | Sí            | Sí            | Nacon                                                          |